# Parastenocaris sardoa
Parastenocaris sardoa is een eenoogkreeftjessoort uit de familie van de Parastenocarididae. De wetenschappelijke naam van de soort is voor het eerst geldig gepubliceerd in 1977 door Cottarelli & Torrisi.